# Gunzō
Gunzō (japanisch 群像) ist eine seit Oktober 1946 monatlich bei Kōdansha erscheinende Zeitschrift für Belletristik und Literaturkritik.

## Übersicht
Die Zeitschrift publiziert Texte etablierter Schriftsteller der „Jumbungaku“ (純文学), also der „reinen Literatur“, und Literaturkritiken. Zu den Romanen, die zuerst in Gunzō erschienen, geören „Nikutai no mon“ (肉体の門) – „Tor des Fleisches“ 1947 von Tamura Taijirō und „Fūbaika“ (風媒花) – „Blüten, durch Wind bestäubt“ 1952 von Takeda Taijun.
Literaturkritiker wie Itō Sei und Ozaki Kazuo haben Artikel beigetragen.
Seit 1958 wird der Gunzō-Nachwuchspreis (Gunzō Shinjin Bungakushō) zur Förderung junger Talente vergeben. Zudem veröffentlicht die Zeitschrift die Preisträger des Noma-Literaturpreises und des Noma-Literaturpreises für Debütanten, die alljährlich vergeben werden.
Sie gehört neben Shinchō, Bungakukai, Subaru und Bungei zu den fünf großen Literaturzeitschriften Japans.

## Weblink
- Gunzō-Website (englisch)